# Freedom Letters
Freedom Letters (с англ. — «Письма свободы») — русскоязычное издательство, выпускающее литературу за рубежом и позиционирующее себя как неподцензурное.
Издательство основал в апреле 2023 года Георгий Урушадзе — бывший директор Национальной литературной премии «Большая книга». Издательство было запущено на небольшие деньги, без штатных сотрудников и с бесплатным сайтом. По состоянию на апрель 2023 года в нём удалённо работало около 20 волонтёров из разных стран (корректура осуществлялась в Нидерландах, вёрстка — в Латвии, создание обложек — в Черногории). В выходных данных местами издания указываются Нью-Йорк, Берлин, Лондон, Рига и другие города, а также несуществующие места, например, Петроград.
В первое время оно выпускало только электронные книги (на Amazon, iBooks и Bookmate), но уже через месяц начало выпускать также бумажные книги. Некоторые из обложек книг, изданных Freedom Letters, были созданы нейросетями. Каждая книга издаётся с собственным номером. Первым изданным произведением стал роман «Спрингфилд» Сергея Давыдова, рассказывающий о любви двух мужчин в промышленном городе Тольятти. По состоянию на август 2023 года издательство выпустило 30 книг, по состоянию на декабрь 2023 года — 54 книги (некоторые — на украинском и английском языках), в октябре 2024 издательство объявило о выпуске двухсотой книги.
В июне 2024 года Роскомнадзор заблокировал сайт издательства из-за размещения романа Владимира Сорокина «Наследие». В августе 2024 года Роскомнадзор потребовал удалить с сайта издательства квир-роман «Спрингфилд» и сборник последних речей российских политических заключённых «Непоследние слова». Пять книг издательства («Непоследние слова», «Мышь», «Наследие» и др.) были запрещены в России генпрокурором РФ.
Издание «Новая газета Европа» называет Freedom Letters лучшим новым русскоязычным издательством.
Издание проводит конкурс на премию «Книги свободы». В 2025 году награды будут присуждены в трёх номинациях: «Проза», «Спрингфилд» (квир-проза) и «Слово на букву В» (детская и подростковая литература), призовой фонд — 20000 долларов США. Награду за нон-фикшн решено в этом году не вручать. В Длинный список первого сезона премии вошли произведения авторов из 26 стран мира. Лауреаты «Книг свободы» будут изданы во Freedom Letters..